# 1378

## Události
- v našich zemích epidemie neznámé choroby
- ve Florencii vypuklo povstání ciompi.
- Počátek velkého papežského schizmatu – dvojpapežství. Došlo k němu v důsledku dvojí volby papeže nedlouho po sobě. 9. dubna zvolili kardinálové papežem Itala Bartholomea Prignana (Urban VI.), který se rozhodl, že bude sídlit v Římě. Jeho panovačné jednání však brzy vyvolalo odpor kardinálů, takže většina z nich se nového papeže zřekla a 20. září si pod vlivem francouzského krále Karla V. Moudrého zvolila Francouze Roberta de Gebennis (Klement VII.), který se usídlili v Avignonu. Dvojpapežství (od roku 1409 dokonce trojpapežství) trvalo do roku 1417.
- 11. srpna – bitva na Voži – Rusové poprvé porazili tatarská vojska
- 2. listopadu – Karel IV. nechal vydat nový mincovní řád, který stanovil, že z jedné hřivny se má razit 70 grošů.

## Narození
- 16. srpna – Chung-si, čínský císař († 29. května 1425)
- 31. prosince – Kalixt III., papež († 1458)
- ? – Kateřina Burgundská, rakouská vévodkyně († 26. ledna 1425)
- ? – Lorenzo Ghiberti, italský sochař († 1. prosince 1455)
- ? – Ču Čchüan, kníže z Ning, čínský umělec († 1448)

## Úmrtí
- 6. února – Johana Bourbonská, francouzská královna jako manželka Karla V. (* 3. února 1338)
- 27. března – Řehoř XI., poslední avignonský papež (* 1329)
- 13. července – Marta z Armagnacu, manželka aragonského následníka trůnu Jana (* po 18. únoru 1347)
- 29. listopadu – Karel IV., král český a císař římský (* 14. květen 1316)

## Hlavy státu
- České království – Karel IV. » Václav IV.
- Moravské markrabství – Jošt Moravský
- Svatá říše římská – Karel IV. » Václav IV.
- Papež – Řehoř XI. / Urban VI. a Klement VII. (vzdoropapež)
- Anglické království – Richard II.
- Francouzské království – Karel V. Moudrý
- Polské království – Ludvík I. Uherský
- Uherské království – Ludvík I. Uherský
- Lucemburské vévodství – Václav Lucemburský
- Byzantská říše – Jan V. Palaiologos